# Bless the Harts
Bless the Harts è una serie televisiva animata statunitense del 2019, creata da Emily Spivey per Fox.
Prodotta esecutivamente da Spivey, Andy Bobrow, Phil Lord, Christopher Miller, Kristen Wiig e Seth Cohen, la serie è una produzione congiunta tra FOX Entertainment e 20th Century Fox Television. La produzione animata è gestita da Titmouse, Inc. Il titolo della serie è basato sulla frase Bless your heart (tradotto in italiano come Che Dio ti benedica).
La creatrice Emily Spivey ha affermato che la serie si basa sulla sua adolescenza a High Point, nella Carolina del Nord. Il nome della città fittizia Greenpoint è un portmanteau tra Greensboro e High Point.
La serie è stata trasmessa per la prima volta negli Stati Uniti su Fox dal 29 settembre 2019 al 20 giugno 2020, per un totale di 34 episodi ripartiti su due stagioni. In Italia la serie è stata pubblicata su Star il 15 settembre 2021.
Il 18 ottobre 2019, la serie è stata rinnovata per una seconda stagione. Il 2 aprile 2021, Fox annuncia la cancellazione della serie, dovuta ai bassi ascolti.

## Trama
Bless the Harts segue una famiglia della classe operaia che vive nella Carolina del Nord. La protagonista, la cameriera Jenny Hart, fatica a far quadrare i conti. Sua figlia Violet Hart e la madre Betty Hart vivono con lei insieme al suo fidanzato Wayne.

## Episodi
| Stagione         | Episodi | Prima TV USA | Pubblicazione Italia |
| ---------------- | ------- | ------------ | -------------------- |
| Prima stagione   | 10      | 2019-2020    | 2021                 |
| Seconda stagione | 24      | 2020-2021    | inedita              |

## Personaggi e doppiatori

### Personaggi principali
- Jenny Hart (stagioni 1-2), voce originale di Kristen Wiig, italiana di Selvaggia Quattrini.
- Betty Hart (stagioni 1-2), voce originale di Maya Rudolph, italiana di Mirta Pepe.
- Violet Hart (stagioni 1-2), voce originale di Jillian Bell, italiana di Gemma Donati.
- Wayne Edwards (stagioni 1-2), voce originale di Ike Barinholtz, italiana di Stefano Crescentini.
- Gesù Cristo (stagioni 1-2), voce originale di Kumail Nanjiani, italiana di Gianluca Crisafi.
- Brenda Clemmons (stagioni 1-2), voce originale di Fortune Feimster, italiana di Daniela Calò.

### Personaggi ricorrenti
- Randy, voce originale di Drew Tarver, italiana di Alessio Celsa.
- Jimmy Lee (stagioni 1-2), voce originale di Jeremy Rowley, italiana di Claudio Marsicola.
- Dawn (stagioni 1-2), voce originale di Christy Stratton, italiana di Serena Stollo.
- Marjune Gamble, voce originale di Holly Hunter, italiana di Isabella Pasanisi.
- Reverendo Ace, voce originale di Phil LaMarr, italiana di Stefano Annunziato.

## Produzione
Il 25 settembre 2018 è stato annunciato che Fox aveva ordinato la produzione di una serie consistente di una prima stagione da tredici episodi. La serie è stata creata da Emily Spivey, la cui produzione esecutiva era stata affidata a Phil Lord, Christopher Miller, Kristen Wiig e Seth Cohen. Tra le società di produzione coinvolte nella serie sono presenti 20th Century Fox Television e Lord Miller Productions. Successivamente è stato confermato che la serie condividerà liberamente l'universo con King of the Hill, in quanto il supermercato immaginario Mega-lo-Mart, apparso per la prima volta in quest'ultima serie, fa diverse apparizioni in Bless the Harts.
Il 27 novembre 2019, Andy Bobrow ha confermato che gli episodi The Last Supper, The McEntire Truth e My Best Frenda, originariamente programmati per la prima stagione, sarebbero stati trasmessi durante la seconda stagione.